# アシュリー・パーマー (アメリカンフットボール)
アシュリー・パーマー（Ashlee Palmer、1986年4月7日 - ）は、アメリカンフットボールの選手。ポジションはラインバッカー。ミシシッピ大学のチームでプレーした後、バッファロー・ビルズにドラフト外で2009年に入団した。2012年5月26日には、出身地コンプトンのコミュニティ・カレッジで殿堂入りしている。

## 経歴

### バッファロー・ビルズ
2009年のNFLドラフトの終了後となる2009年5月1日にバッファロー・ビルズとドラフト外で契約した。9月2日タンパベイ・バッカニアーズ戦で初出場。2010年2月16日、ウェーバーされた。

### デトロイト・ライオンズ
2010年2月18日にデトロイト・ライオンズが獲得、2014年までプレーした。

### ニューヨーク・ジャイアンツ
2015年8月24日、ニューヨーク・ジャイアンツと契約したが、9月5日に解雇された